# Demi Lovato: Dancing with the Devil
Demi Lovato: Dancing with the Devil ist eine Dokumentarfilm-Serie über die US-amerikanische Sängerin Demi Lovato aus dem Jahr 2021. Die Dokumentation wurde vom 23. März bis 6. April 2021 auf YouTube ausgestrahlt. Die Regie führte Michael D. Ratner. Die Dokumentation handelt von verschiedenen Inhalten aus Lovatos Leben, darunter auch ihre fast tödliche Überdosis im Jahr 2018.

## Hintergrund
Die Dokumentation wurde im Juni 2020 erstmals von YouTube angekündigt mit der Aussage, dass sie „die persönliche und professionelle Reise der Sängerin präsentieren wird“. Die Dokumentation ist der Nachfolger von Lovatos Dokumentation Demi Lovato: Simply Complicated aus dem Jahr 2017. Im Januar 2021 kündigte Lovato den Titel der Doku-Serie über ihre Social-Media-Kanäle an. Lovato teilte mit, dass sie über ihre Überdosis sprechen wolle und was dazu führte und das sich dies für sie als der richtige Weg dafür anfühle.
Vor der Veröffentlichung der Dokumentation bestätigte Lovato, dass diese nicht ausschließlich von ihrer Überdosis handle, sondern auch von vorherigen Traumen, über die sie bisher nie gesprochen hatte.

## Produktion
Die Regie führte Michael D. Ratner, der ebenfalls als Produzent und Executive Producer an Demi Lovato: Dancing with the Devil mitwirkte. Auch Lovato selbst sowie ihr Manager Scooter Braun dienten gemeinsam mit und Allison Kaye, Scott Manson als Executive Producers der Dokumentation für SB Films, während Scott Ratner, Kfir Goldberg und Miranda Shannon als Executive Producers für OBB Pictures mitwirkten. Die Produktion wurde von Marc Ambrose geleitet.
Als Titellied der Dokumentation dient Lovatos Lied Dancing with the Devil aus ihrem Album Dancing with the Devil... the Art of Starting Over, welches am 2. April 2021 erschien.

## Veröffentlichung
Ähnlich wie Lovatos Dokumentation Demi Lovato: Simply Complicated aus dem Jahr 2017 enthält die Dokumentationsserie Interviews mit Lovatos Familie und Freunden, die ebenso wie Lovato selbst überwiegend über Lovatos fast tödliche Überdosis im Jahr 2018 sprechen.
Demi Lovato: Dancing with the Devil feierte am Eröffnungsabend des South by Southwest Film Festivals am 16. März 2021 Premiere. Anschließend wurden die ersten beiden Episoden am 23. März 2021 zur kostenfreien Wiedergabe auf YouTube veröffentlicht. Die dritte und vierte Episode werden jeweils am 30. März und am 6. April 2021 veröffentlicht.

## Episoden
| Folge | Titel (deutsch)              | Originaltitel        | Erstausstrahlung | Inhalt |
| ----- | ---------------------------- | -------------------- | ---------------- | --- |
| 1     | Kontrollverlust              | Losing Control       | 23. März 2021    | Lovato sowie ihre Familie und Freunde erzählen erstmals, wie es zu Lovatos fast tödlicher Überdosis kam.                                                                                |
| 2     | Dem Tode nah                 | 5 Minutes from Death | 23. März 2021    | Lovato und ihre engsten Vertrauten berichten von den Folgen der Überdosis, nachdem Lovato im Krankenhaus aufwacht und zuvor beinahe gestorben wäre.                                     |
| 3     | Die Kontrolle zurückgewinnen | Reclaiming Power     | 30. März 2021    | Lovato beginnt die Reha und ihren hürdenreichen Weg zur Genesung. Als sie zum ersten Mal seit ihrer Überdosis die Bühne betritt, muss Lovato wieder eine Balance in ihrem Leben finden. |
| 4     | Wiedergeburt                 | Rebirthing           | 6. April 2021    | Lovato spricht über ihr neues Album, ihre Verlobung und darüber, wie sie mit ihrer Nüchternheit umgeht.                                                                                 |

## Rezeption
Die Doku-Serie erhielt positive Kritiken. Rotten Tomatoes vergab eine Rate von 85 % mit einer durchschnittlichen Bewertung von 7/10, basierend auf 33 Rezensionen.
Metacritic ermittelte für die Dokumentation eine durchschnittliche Bewertung von 73/100, basierend auf 9 Rezensionen, die überwiegend positiv waren.
Lea Palmieri vom New York Post gab der Dokumentation eine positive Rezension, indem sie schrieb, dass „Dancing with the Devil herzzereißend und schwer anzusehen sei, was es noch erforderlicher mache, Lovatos erschütternde Geschichte anzuschauen“.
Mit zwei von fünf Sternen beschrieb Dewey Singleton von AwardsWatch, dass „der Film eher als PR-Strategie wirke, statt als ein tiefer Einblick in ihre inneren Dämonen“.